# Paranapiacabaea paulista
Paranapiacabaea paulista là một loài rêu trong họ Sematophyllaceae. Loài này được W.R. Buck & D.M. Vital mô tả khoa học đầu tiên năm 1992.